# 丸田輝久
丸田 輝久（まるた てるひさ、1959年11月29日 - ）は、日本のフリーアナウンサー、ラジオパーソナリティー。
有限会社メディアシップが運営する九州アナウンスセミナー主宰。
アマチュア無線3級技士。女流講談師の神田紅より「金印亭紅丸」を拝命。出身は福岡県大川市。血液型はB型。

## 略歴
大川小学校、福岡教育大学附属久留米中学校、福岡県立伝習館高等学校卒業後、福岡大学商学部に入学する。同大アナウンスメント研究会11期生。
卒業後、1982年の熊本県民テレビ開局と同時にアナウンサーとして入社。開局第一声のニュースを担当したほか、報道記者やカメラマン、ディレクターも兼務した。
その後1991年に熊本県民テレビを退社、同年開局したTVQ九州放送に転職し、おもに報道記者・デスクとして2001年に退社するまで活動した。
独立後は局アナを育てる九州アナウンスセミナーの主宰として後進の指導に当たる一方、フリーのアナウンサーやラジオパーソナリティーとして福岡を中心に活動している。

## 出演番組

### 熊本県民テレビ
- ニュースプラス1くまもと
- 丸ちゃんのまんぷく日記

### TVQ九州放送
- アナウンス
  - とんでナイト北九州
  - 今が聞きドキッ！
  - TVQニュース
- 制作
  - 海砂利水魚のふるさとバンバン！
  - トークバトルQ

### フリー
- KBCニュース
- ジャパネットたかた242（BS)MC
- ウィークリー福岡キャスター（J:COMふくおか）
- 夕方バラエティ「本庄商店」（エフエム佐賀）
- 夕方ラジオ チェケラッチョ（エフエム佐賀）
- はなしのツボMAX!（福岡コミュニティ放送）
- J-Style「話しのツボ！」（Love FM）
- 丸田輝久のフォーク三昧（FM福岡）
- 昭和テイスト「丸さんの懐かしラヂオ！」（コミてん）
- シン・話しのツボ！（コミてん）
- お昼どきTANTO（FMたんと）
- さんせっとTANTO（FMたんと）
- 丸さんの「今が聞きドキッ！」（FMたんと）